# 오이라트
오이라트(몽골어: ᠣᠶᠢᠷᠠᠳ, 영어: Oirat, 한국 한자: 阿魯得 아로득)는 몽골의 서부에 존재했던 옛 부족이다. 원나라 때의 칭호는 알이랄특(斡亦剌惕), 명나라의 음역은 와랄(瓦剌), 청나라 만주족의 칭호는 위랍특(衛拉特)이다. 이 중 중국에서는 명나라 때의 음역을 따서 주로 와랄로 부른다.
몽골사에 대족적을 남긴 오이라트는 후브스굴호 지역에서 발흥했다. 몽골 북서에서 일어난 오이라트를 할하부 혹은 동몽골과 구분하여 서몽골이라 통칭한다. 동몽골 지역이 초원 지대라면, 서북 몽골은 주로 초원 삼림 지대라고 할 수 있는데 오이라트라는 부족명에서도 지역의 특성을 알 수 있다. 오이라트는 "숲의 사람들"이라는 의미이다.
오이라트부의 지도자는 칸이라는 직위 대신 타이시(太師)라는 칭호를 사용했다. 타이시라는 칭호는 몽골 제국 시대 사령관이라는 의미였다. 오이라트부는 칭키즈 칸의 직계가 아니라서 오이라트부 지도자가 실권을 장악했는데도 칸의 지위에 오르지 못했다. 설령 이 사람들이 칸이라는 호칭을 사용하더라도, 몽골의 유목민들이 그 사람을 칸으로 인정하지 않았는데 이것을 칭키즈 칸의 통치 원리(chinggisid principle)라고 했다.
칭기즈 칸의 집권 시절 삼림 부족 중 세력이 가장 강했던 오이라트부의 수령 쿠투카(忽都合)는 칭기즈 칸에게 귀순하여 그때부터 원의 존립 시기까지 많은 오이라트부 출신의 사람들이 원의 권신이 되었다. 원이 망하고 원의 마지막 황제 토곤테무르가 황족들과 측근들을 데리고 막북(漠北)으로 피신하여 북원(北元)을 세운 때 오이라트의 수령 보칸(孛罕)은 북원의 타이시로 집권했다. 보칸이 죽자 그 사람의 아들 울리다이 바타르, 태위 고하이, 멩구 테무르 등이 공동으로 통치했다.
고하이 태위는 엘베그 칸에게 살해되었고, 그 아들 마흐무드의 혹은 바툴라의 집권 시기가 되어 오이라트는 재흥하기 시작했다. 마흐무드는 북원의 경쟁자였던 대신(大臣) 올제이 테무르를 죽이고 북원 대칸이 소유하던 옥새(춘추전국시대에 만들어졌다고 전해진다.)를 빼앗아 왔다. 당시 명의 황제 영락제는 이 소식을 듣고 옥새를 마흐무드에게서 돌려달라 하려고 했으나 곧 별 필요성을 느끼지 못하고 포기했다.
1416년 마흐무드가 죽고 그 아들 토곤이 마흐무드의 지위를 이어받는데 토곤 시대에 오이라트는 몽골 초원의 주도권을 완전히 장악하게 되었다. 아울러 토곤의 아들이 에센인데 이 부자 시대에 오이라트는 몽골 초원의 패자가 되었다.
1406년 영락제는 몽골 부족들에게 조공무역을 허락했고 마시(馬市)라는 형태로 교역해 영종까지 관례화했다. 명나라는 이들로부터 말과 가축 등 그 부산물을 수입하고, 비단 등의 의류와 식량 등을 수출했다. 초기에 50명 정도였던 사절단 규모가 에센 때에 이르러 3,000명까지 늘어났고, 주변 위구르의 상인들까지 가세해 무역량이 늘어나고 밀무역도 성행했다.
이에 심각한 문제를 겪던 명은 오이라트 부족을 대상으로 한 무역을 일부 제한했고 1448년 사례감 왕진이 실제 인원을 대상으로 한 조공 무역만 허용하고 말 값도 오이라트가 제시한 가격의 20%만 지급하자 불만한 오이라트는 정통제 14년(1449년) 명 변방인 산시 성 다퉁(大同)으로 침입해 토목보의 변이 발생하였다. 에센은 북경 전투에서 지고 포로로 잡은 영종이 협상에 아무런 영향을 주지 못하자 아무런 조건 없이 1450년에 명 조정에 송환했다.
에센이 몽골 초원을 지배할 때, 명목상 칸은 케룰렌강에 본거지를 둔 타이순 칸이었다. 에센은 누이동생을 타이순 칸의 정부인으로 들여 그 사이에서 낳은 자식을 칸으로 옹립하려고 하였으나 타이순 칸이 여기에 반발하면서 에센을 공격하나 실패하여 살해되었다.
1452년 타이순 칸 살해 후 에센은 동몽골 황족을 대규모로 숙청하는데 황족 중 어머니가 오이라트 출신이 아닌 때는 모두 죽였다. 에센은 사람만 죽인 것이 아니라 동몽골이 가지고 있던 거의 대부분 심지어 기록과 문서와 족보도 거의 대부분 소각했다. 이듬해 에센은 스스로 대칸 위에 오르는데 칭키스칸 가계가 아닌 오이라트 계통의 칸이 탄생한 것이다. 그러나 에센도 오래가지 못하고 부하에게 살해되었다.
에센의 피살과 함께 오이라트 부도 급속히 와해되기 시작하여 오이라트는 서몽골로 물러난 후, 오이라트는 서쪽에서 세력을 새롭게 형성하여 나중에 몽골 고원을 재장악하게 되는 중가르 제국의 등장을 준비하고 있었다.

## 같이 보기
- 오이라트 연맹
- 몽골의 인구
- 칼미크 공화국